# Route de France
Die Route de France war ein Radrennen, welches zwischen 1951 und 1990 jährlich als Etappenrennen ausgetragen wurde.
Das Etappenrennen wurde durch die Zeitung Route et piste als kleine Tour de France für Amateure und Unabhängige – Fahrer ohne Bindung an ein professionelles Radsportteam – ausgerichtet. Mit diesem Konzept stand es in Konkurrenz zu der seit 1961 ausgetragenen Tour de l’Avenir, welche ebenfalls für Amateure durch den Tour-de-France-Veranstalter ASO organisiert wurde. Route et piste organisierte in dieser Epoche außerdem die Fernfahrt Paris–Nizza und den Étoile des Espoirs. Route de France fand in der Auvergne, in der Nähe von Vichy, statt und beinhaltete häufig eine Bergankunft auf dem Puy de Dôme. Die erste Austragung 1951 führte über 2.773 Kilometer und 15 Etappen.
Zu unterscheiden ist das Rennen von der Route de France feminine im Frauenradsport.

## Palmarès
| Jahr | Sieger                | Zweiter               | Dritter            |
| 1951 | Jacques Vivier        | Marcel Bon            | René Volet         |
| 1952 | André Bernard         | Roger Julienne        | Jean Adriaensens   |
| 1953 | Louis Barès           | René Desmet           | Blaise Bertolotti  |
| 1954 | Nicolas Barone        | Orphée Meneghini      | Willem Vandenbosch |
| 1955 | René Genin            | Gérard Saint          | Pierre Beuffeuil   |
| 1956 | Raymond Mastrotto     | Marcel Queheille      | Michel Vermeulin   |
| 1957 | Raymond Mastrotto     | Michel Vermeulin      | Robert Roudaut     |
| 1958 | Guy Ignolin           | René Jousser          | Gérard Thiélin     |
| 1959 | Henri Duez            | Jean Bonifassi        | Gérard Bauman      |
| 1960 | Marc Huiart           | Jean-Claude Lebaube   | Jean-Claude Morio  |
| 1961 | Jean Jourden          | Alban Cauvet          | Marcel Flochlay    |
| 1962 | Peter Crinnion        | André Grain           | Blaise Gallo       |
| 1963 | Lucien Aimar          | Georges Chappe        | Raymond Delisle    |
| 1964 | Christian Raymond     | Charles Rigon         | Désiré Letort      |
| 1965 | Charly Grosskost      | Jean Dumont           | Maurice Izier      |
| 1966 | Paul Maes             | Derek Harrison        | Robert Bouloux     |
| 1967 | Derek Harrison        | René Grelin           | Daniel Samy        |
| 1968 | Jean Pinault          | Marcel Duchemin       | Mariano Martínez   |
| 1969 | Jean-Pierre Parenteau | Max Heuzebroc         | Joël Millard       |
| 1970 | Régis Ovion           | Paul Ravel            | Pierre Rivory      |
| 1971 | Régis Ovion           | Claude Aigueparses    | Michel Le Denmat   |
| 1972 | Jean-Pierre Guitard   | Daniel Leveau         | Patrice Testier    |
| 1973 | Bernard Bourreau      | Michel Charlier       | Michel Jacquier    |
| 1974 | Michel Laurent        | Bernard Hinault       | Bernard Vallet     |
| 1975 | Bernard Vallet        | Alain Meslet          | Bernard Quilfen    |
| 1976 | Michel Herbault       | Philippe Bodier       | Michel Zuccarelli  |
| 1977 | Loïc Gautier          | Jean-Pierre Bouteille | Joë Gallopin       |
| 1978 | Didier Lebaud         | Graham Jones          | Michel Larpe       |
| 1979 | Robert Millar         | Régis Clère           | Loubé Blagojevic   |
| 1980 | Jérôme Simon          | Stephen Roche         | Pierre Le Bigault  |
| 1981 | Étienne Néant         | Fabien De Vooght      | Daniel André       |
| 1982 | Gilles Mas            | Pascal Trimaille      | Gilbert Lagarde    |
| 1983 | Robert Forest         | Michel Jean           | Bernard Faussurier |
| 1984 | Bruno Huger           | Ronan Pensec          | Serge Bodin        |
| 1985 | Jean Guérin           | Pascal Rouquette      | Philippe Goubin    |
| 1988 | Hervé Henriet         | Gérard Picard         | Nicolas Dubois     |
| 1989 | Marc Thévenin         | Franck Simon          | Jean-Luc Aulnette  |
| 1990 | Jean-Philippe Dojwa   | Pascal Berger         | Jean-Cyril Robin   |